# Grupo Kalise
Grupo Kalise S.A (fundó en 1960), en Las Palmas de Gran Canaria donde se comenzó la producción de helados bajo la marca Kalise.

## Historia
A principios de la década de 1960 en la ciudad de las Palmas en el Gran Canaria, el empresario Delfín Suárez vio oportunidades en el turismo, e hizo que la empresa familiar Interglas fabricara y comercializara sus helados, cotizando como Kalise. En 1966 la empresa lanza los primeros helados CORNETOS, actuales PIVOT. Un año después, en 1967 la empresa inicia la expansión y se establece en Sevilla con fábrica propia y con varias delegaciones y distribuidores. En 1990, creador La Menorquina Sintes se jubiló y el ahora propietario de Interglas, Suárez, compró todas las acciones de La Menorquina. A pesar de esto, La Menorquina y Kalise siguieron siendo empresas separadas. La Menorquina inició su internacionalización exportando sus productos a 27 países. Posteriormente, en 1999 nace Grupo Kalise Menorquina a raíz de la fusión de dos empresas: Kalise y Menorquina. En este momento se convierte en el primer fabricante nacional con capital íntegramente canario.
En 2017 se produce la escisión del Grupo La Menorquina dando como resultado Grupo Kalise S.A.

## Dimensión empresarial
Grupo Kalise S.A la fabrica más de 330 productos bajo tres de sus principales marcas: Kalise, Prestige, y Food service.
Kalise: es la gama de productos que se pueden adquirir en bares y kioscos: conos, bombones, refrescantes, snacks y helados infantiles.
Prestige: es la marca especializada en los helados de granel Premium para heladerías y corners.  
FoodServices: es la gama low cost de la compañía, distribuye mayoritariamente en hoteles. La gama incluye planchas horneadas, barbacoas, conos y porciones individuales.
La empresa cuenta con una red propia de distribución comercial en todas las Islas Canarias, que atiende más de 12.000 puntos de venta de forma directa con una flota de 100 vehículos, expande sus productos a los mercados nacionales e internacionales.
Kalise innovó y alianza con la empresa canaria líder de chocolates Tirma. Se trata de “Pivot Ambrosías Tirma”, un cono de crema helada de ambrosías y nueva “Natilla Ambrosías Tirma”.